# Multipel-zetafunktionen
Inom matematiken är multipel-zetafunktionerna generaliseringar av Riemanns zetafunktion definierade som
{\displaystyle \zeta (s_{1},\ldots ,s_{k})=\sum _{n_{1}>n_{2}>\cdots >n_{k}>0}\ {\frac {1}{n_{1}^{s_{1}}\cdots n_{k}^{s_{k}}}}=\sum _{n_{1}>n_{2}>\cdots >n_{k}>0}\ \prod _{i=1}^{k}{\frac {1}{n_{i}^{s_{i}}}},\!}
och konvergerar då Re(s1) + ... + Re(si) > i för alla i. Såsom Riemanns zeta-funktion kan multipel-zetafunktionen fortsättas analytisk till en meromorfisk funktion. Då s1, ..., sk är alla positiva heltal (med s1 > 1) kallas summorna ofta för multipel-zetavärden eller Eulersummor.
Om samma argument förekommer flera gånger brukar man skriva det kompaktare, exempelvis
{\displaystyle \zeta (2,1,2,1,3)=\zeta (\{2,1\}^{2},3).}

## Två parametrar
Med två parametrar är (där s > 1 och n,m heltal)
{\displaystyle \zeta (s,t)=\sum _{n>m\geq 1}\ {\frac {1}{n^{s}m^{t}}}=\sum _{n=1}^{\infty }{\frac {1}{n^{s}}}\sum _{m=1}^{n-1}{\frac {1}{m^{t}}}=\sum _{n=1}^{\infty }{\frac {1}{(n+1)^{s}}}\sum _{m=1}^{n}{\frac {1}{m^{t}}}}
{\displaystyle \zeta (s,t)=\sum _{n=1}^{\infty }{\frac {H_{n,t}}{(n+1)^{s}}}}  där {\displaystyle H_{n,t}} är de generaliserade harmoniska talen.
En identitet av Euler:
{\displaystyle \sum _{n=1}^{\infty }{\frac {H_{n}}{(n+1)^{2}}}=\zeta (2,1)=\zeta (3)=\sum _{n=1}^{\infty }{\frac {1}{n^{3}}}\!}
där Hn är de harmoniska talen.
Speciella värden av dubbla zetafunktionen med s > 0 och jämnt, t > 1 och udda, s+t:=2N+1, definiera ζ(0) = 0:
{\displaystyle \zeta (s,t)=\zeta (s)\zeta (t)+{\tfrac {1}{2}}{\Big [}{\tbinom {s+t}{s}}-1{\Big ]}\zeta (s+t)-\sum _{r=1}^{N-1}{\Big [}{\tbinom {2r}{s-1}}+{\tbinom {2r}{t-1}}{\Big ]}\zeta (2r+1)\zeta (s+t-1-2r).}

## Eulers reflektionsformel
Multipel-zetafunktionen satisfierar Eulers reflektionsformel:
{\displaystyle \zeta (a,b)+\zeta (b,a)=\zeta (a)\zeta (b)-\zeta (a+b)} för {\displaystyle a,b>1}
Man kan även bevisa att:
{\displaystyle \zeta (a,b,c)+\zeta (a,c,b)+\zeta (b,a,c)+\zeta (b,c,a)+\zeta (c,a,b)+\zeta (c,b,a)=\zeta (a)\zeta (b)\zeta (c)+2\zeta (a+b+c)-\zeta (a)\zeta (b+c)-\zeta (b)\zeta (a+c)-\zeta (c)\zeta (a+b)} för {\displaystyle a,b,c>1.}

## Andra resultat
För positiva heltal {\displaystyle a,b,\dots ,k}:
{\displaystyle \sum _{n=2}^{\infty }\zeta (n,k)=\zeta (k+1)} eller mer allmänt
{\displaystyle \sum _{n=2}^{\infty }\zeta (n,a,b,\dots ,k)=\zeta (a+1,b,\dots ,k)}
{\displaystyle \lim _{k\to \infty }\zeta (n,k)=\zeta (n)-1}
{\displaystyle \zeta (a,a)={\tfrac {1}{2}}{\Big [}(\zeta (a))^{2}-\zeta (2a){\Big ]}}
{\displaystyle \zeta (a,a,a)={\tfrac {1}{6}}(\zeta (a))^{3}+{\tfrac {1}{3}}\zeta (3a)-{\tfrac {1}{2}}\zeta (a)\zeta (2a).}

### Allmänna källor
- Tornheim, Leonard (1950). ”Harmonic double series”. American Journal of Mathematics 72:  sid. 303–314. doi:10.2307/2372034. ISSN 0002-9327.
- Mordell, Louis J. (1958). ”On the evaluation of some multiple series”. Journal of the London Mathematical Society 33:  sid. 368–371. doi:10.1112/jlms/s1-33.3.368. ISSN 0024-6107.
- Apostol, Tom M.; Vu, Thiennu H. (1984). ”Dirichlet series related to the Riemann zeta function”. Journal of Number Theory 19 (1):  sid. 85–102. doi:10.1016/0022-314X(84)90094-5. ISSN 0022-314X.
- Crandall, Richard E.; Buhler, Joe P. (1994). ”On the evaluation of Euler Sums”. Experimental Mathematics 3 (4):  sid. 275. http://www.emis.de/journals/EM/expmath/volumes/3/3.html.
- Borwein, Jonathan M.; Girgensohn, Roland (1996). ”Evaluation of Triple Euler Sums”. El. J. Combinat. 3 (1):  sid. #R23. http://www.combinatorics.org/ojs/index.php/eljc/article/view/v3i1r23.
- Flajolet, Philippe; Salvy, Bruno (1998). ”Euler Sums and contour integral representations”. Exp. Math. 7. http://www.emis.de/journals/EM/expmath/volumes/7/7.html.
- Zhao, Jianqiang (1999). ”Analytic continuation of multiple zeta functions”. Proceedings of the American Mathematical Society 128 (5):  sid. 1275–1283. doi:10.1090/S0002-9939-99-05398-8.
- Matsumoto, Kohji (2003). ”On Mordell–Tornheim and other multiple zeta-functions”. Proceedings of the Session in Analytic Number Theory and Diophantine Equations. Bonner Math. Schriften. "360". Bonn: Univ. Bonn
- Espinosa, Olivier; Moll, Victor H. (2008). ”The evaluation of Tornheim double sums”. https://arxiv.org/abs/0811.0557.
- Espinosa, Olivier; Moll, Victor H. (2010). ”The evaluation of Tornheim double sums II”. Ramanujan J. 22:  sid. 55–99. doi:10.1007/s11139-009-9181-1.
- Borwein, J.M.; Chan, O-Y. (2010). ”Duality in tails of multiple zeta values”. Int. J. Number Theory 6 (3):  sid. 501–514. doi:10.1142/S1793042110003058.
- Basu, Ankur (2011). ”On the evaluation of Tornheim sums and allied double sums”. Ramanujan J. 26 (2):  sid. 193–207. doi:10.1007/s11139-011-9302-5.